# Giovanni da Verrazzano (cacciatorpediniere)
Il Giovanni da Verazzano è stato un esploratore e successivamente un cacciatorpediniere della Regia Marina.

## Storia

### Nome e motto
Il Giovanni da Verazzano prese nome dal grande navigatore italiano Giovanni da Verrazzano, vissuto a cavallo tra il XV e il XVI secolo, che per primo esplorò estesamente la costa orientale del Nord America, dalla Florida a Terranova.
Il motto della nave, Ultra terminos ausus (audace oltre i limiti) è tratto dal monumento dedicato al navigatore nel paese di Greve in Chianti, sua terra natale.

### Gli anni trenta
Fin dai suoi esordi, il Giovanni da Verazzano ebbe vita difficile. Infatti entrò in servizio con ritardo il 25 settembre 1930 a causa di rilevanti problemi all'apparato di propulsione e subito dopo dovette rientrare in cantiere per subire le prime modifiche per il miglioramento della stabilità (alleggerimento e abbassamento delle sovrastrutture), nonché la sostituzione di timone (1932) e tubi lanciasiluri.
La sua reale vita operativa quindi iniziò solo parecchi mesi dopo, nel maggio 1931. 
Nel 1933-1934 era comandata dal Capitano di Fregata Carlo Daviso di Charvensod.
Nel periodo pre-bellico svolse la normale attività di squadra, partecipando anche alle operazioni di appoggio navale durante la guerra civile spagnola.
All'inizio del 1940 fu sottoposto ad altri lavori di modifica, quali l'allargamento dello scafo, la ricostruzione della prua e l'incremento dell'armamento.

### La seconda guerra mondiale
All'ingresso dell'Italia nel secondo conflitto mondiale si trovava ancora in cantiere per le modifiche; terminati i lavori, fu assegnato alla XV Squadriglia Cacciatorpediniere, di cui facevano parte i gemelli Pigafetta, da Mosto e Zeno. Fino a metà 1941 fu impiegato prevalentemente nel Basso Adriatico, poi fu destinato alle scorte sulle rotte per il Nordafrica ed a missioni di posa di mine.

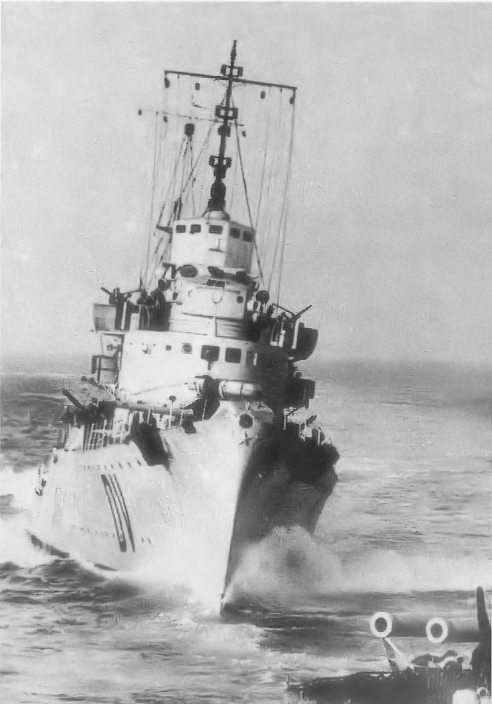
Il Giovanni da Verazzano, ripreso da un'unità gemella, in navigazione nei primi mesi di guerra

Dal 19 al 23 aprile 1941, insieme alla VII Divisione incrociatori (Eugenio di Savoia, Duca d’Aosta, Attendolo e Montecuccoli) ed ai gemelli Da Recco, Da Mosto, Pessagno, Pigafetta e Zeno, effettuò la posa dei campi minati «S 11», «S 12» ed «S 13» (con l'impiego in tutto di 321 mine e 492 galleggianti esplosivi) ad est di Capo Bon.
Tra il 23 ed il 24 aprile le unità ripeterono l'operazione posando altre 740 mine.
Il 1º maggio posò nuovamente mine a nordest di Tripoli, insieme ai gemelli Pigafetta, Da Mosto, Da Recco, Zeno e Pessagno ed agli incrociatori Eugenio di Savoia, Duca d'Aosta ed Attendolo.
Il 3 giugno effettuò la posa di due campi minati a nordest di Tripoli, insieme ai cacciatorpediniere Pigafetta, Da Mosto, Da Recco, Gioberti, Scirocco ed Usodimare ed alle Divisioni IV (incrociatori leggeri Bande Nere e Di Giussano) e VII (incrociatori leggeri Eugenio di Savoia, Duca d'Aosta ed Attendolo).
Il 28 giugno posò il campo minato «S 2» nel Canale di Sicilia insieme agli incrociatori Attendolo e Duca d'Aosta ed ai cacciatorpediniere Pigafetta, Da Mosto, Da Recco e Pessagno.
Il 7 luglio, insieme alle Divisioni incrociatori IV (Bande Nere e Di Giussano) e VII (Attendolo e Duca d'Aosta) ed ai cacciatorpediniere Pigafetta, Da Mosto, Da Recco, Pessagno, Maestrale, Grecale e Scirocco, effettuò una missione di posa mine nel Canale di Sicilia.
Nella notte del 12-13 ottobre avrebbe dovuto effettuare la posa di un altro campo minato, insieme ai cacciatorpediniere Vivaldi, Malocello, Pigafetta, Camicia Nera ed Aviere ed agli incrociatori leggeri Eugenio di Savoia, Montecuccoli e Duca d'Aosta, ma l'operazione fu annullata in seguito all'uscita in mare della Mediterranean Fleet.
Dal 14 al 16 novembre scortò da Taranto a Bengasi, insieme al Pigafetta, i trasporti Città di Genova e Città di Napoli.
Il 1º dicembre recuperò 66 sopravvissuti dell'incrociatore ausiliario Adriatico, affondato dalla Forza K britannica nella mattinata di quel giorno.
Dal gennaio al maggio 1942 fu sottoposto a lavori di modifica: il complesso lanciasiluri di poppa e le mitragliere da 13,2 mm furono sostituiti rispettivamente da 2 mitragliere da 37 mm e 7 da 20 mm, e fu imbarcato anche un ecogoniometro
Ad inizio agosto 1942, al comando del capitano di fregata Carlo Rossi, effettuò – insieme al gemello Da Recco – una missione di trasporto di viveri a Navarino e quindi proseguì per Bengasi, dove trasportò delle truppe (il Da Recco effettuò analoga missione verso Tobruch); durante la navigazione di ritorno assistette il Da Recco, che era stato colto da avaria ai motori.

Il Da Verazzano alla fonda nel 1942. Notare la livrea mimetica

Il 27 settembre stava scortando da Brindisi a Bengasi un convoglio quando, alle 16.40, il sommergibile HMS Umbra silurò la grande e moderna motonave Francesco Barbaro: incendiato, il mercantile, nonostante i tentativi di rimorchio, affondò, in seguito a un'esplosione, alle 4.41 del 28 settembre, in posizione 37°15' N e 19°55' E.
Il 17 ottobre salpò da Napoli, insieme ad altri cinque cacciatorpediniere e tre torpediniere, per scortare a Tripoli un convoglio di quattro mercantili. Poco prima dell'una del 19 ottobre il convoglio fu attaccato dal sommergibile britannico Unbending tra l'isola di Lampedusa e Pantelleria: alle 12.58 fu colpito il piroscafo Beppe (che affondò alle 13.45 in posizione 35°52' N e 12°05' E), e poco più tardi il Da Verazzano, dopo aver evitato con la manovra un primo siluro, fu a sua volta colpito da una seconda arma: lo scoppio provocò l'asportazione della poppa. L'equipaggio tentò di tenere a galla la nave, ma fu tutto inutile: il cacciatorpediniere dovette essere abbandonato e s'inabissò alle 14.50, in posizione 35°52' N e 12°02' E. Si ebbero 20 morti su un equipaggio di 275 uomini.
Il Da Verazzano aveva effettuato 148 missioni di guerra, percorrendo complessivamente più di 42.000 miglia.

### Comandanti
Capitano di fregata Remo Polacchini (nato a Spezia il 20 novembre 1900) (10 giugno - settembre 1940)
Capitano di fregata Ugo Avelardi (nato a Livorno il 4 aprile 1901) (settembre 1940 - 20 giugno 1942)
Capitano di fregata Carlo Rossi (nato a Campo Ligure il 21 luglio 1901) (21 giugno - 19 ottobre 1942)